# O 5 de Abril
O 5 de Abril foi um jornal brasileiro editado em Novo Hamburgo.
Fundado por Hans Behrend (nascido em Berlim e imigrado para o Brasil em 1880) com a participação de Leopoldo Petry, um dos líderes do movimento emancipatório e primeiro Intendente Municipal. 
O nome do jornal é uma homenagem à data da emancipação de Novo Hamburgo, 5 de abril de 1927. O jornal começou a circular um mês depois, em 6 de maio de 1927.
Teve periodicidade semanal, era editado em português, mas com anúncios em alemão. Durou 35 anos, completando 1.811 edições.
Com quatro páginas, as primeiras tiragens do jornal eram de 200 a 300 exemplares, número expressivo para a época, levando em conta que eram 8.500 habitantes, a maioria da zona rural e falantes do idioma alemão.